# Pałac Wielopolskich w Krakowie
Pałac Wielopolskich – dawniej pałac Jana Tarnowskiego, później Ostrogskich i Zamoyskich, następnie Wielopolskich, a od 1864 budynek Magistratu Krakowskiego, w którym siedzibę mają: Prezydent Krakowa, Urząd Miasta Krakowa oraz Rada Miasta Krakowa. Zarówno sam pałac, jak i jego zabudowania z dziedzińcem zlokalizowane są pomiędzy Placem Wszystkich Świętych 3–4 a ul. Poselską 12–14 (są to oficjalne adresy posesji pałacowo-ratuszowej).

## Historia

### Dzieje pałacowe (1535–1864)
Pałac wzniesiono w latach 1535–1560 dla hetmana wielkiego koronnego Jana Tarnowskiego. Po śmierci hetmana od 1561 pałac przeszedł w ręce Ostrogskich i Zamoyskich. Między 1620–1640 rokiem pałac przebudowano tworząc m.in. istniejącą do dzisiaj barokową sień i barokowy portal od zachodu. W 1655 pałac posłużył Szwedom jako stanowisko dla dział ostrzeliwujących Wawel, w tym samym czasie został częściowo zniszczony. Od połowy XVII wieku do połowy XIX wieku budynek pozostawał w rękach rodziny Wielopolskich. Pałac nie należał do ordynacji, był zwykle dziedziczony przez młodszych członków rodziny. Po Janie Wielopolskim (zm. 1688) odziedziczył go jego syn Franciszek (zm. 1732). Pod koniec XVIII w. pałac znajdował się w rękach Ignacego Wielopolskiego, syna Karola. W roku 1806 wyłącznym właścicielem został Andrzej Wielopolski, spłacając pozostałe rodzeństwo, i był nim aż do śmierci w roku 1835. Już wtedy część sal została udostępniona przez właścicieli na różne cele. Tutaj odbywały się przedstawienia teatralne (w 1831 r.) oraz mieściła się pracownia malarska Piotra Michałowskiego. Następnie pałac znalazł się w rękach Aleksandra Wielopolskiego, margrabiego Myszkowskiego, który po perturbacjach własnościowych i procesie z teatrem, rozpoczął przygotowania do remontu, do którego nie doszło wskutek krakowskiej rewolucji w 1846, w czasie której pałac zajęły stacjonujące w Krakowie wojska austriackie, a następnie pruskie. Po tym, gdy w czasie wielkiego pożaru miasta Krakowa w lipcu 1850 pałac spłonął, Wielopolscy postanowili sprzedać spaloną siedzibę.
W 1854 roku pałac na licytacji kupił chirurg Wojciech Kowalski, który w 1856 przystąpił do jego odnowienia i przebudowy. Zmieniono elewację wschodnią, na każdym piętrze znajdowało się odtąd po siedem okien, na parterze tej elewacji wybito okna i wejście, a w roku 1858 dobudowano oszkloną werandę na pomieszczenie traktierni. Na krótszym skrzydle północnym dodano, na zwieńczeniu murów, attykę. Nowe główne wejście od strony wschodniej ozdobiono neorenesansowym portalem. Kowalski w 1857 wydzierżawił pałac wiedeńczykowi Ferdynandowi Winterowi na kawiarnię. We wnętrzach organizowano bale, wieczory muzyczne, odczyty, czynna była elegancka kawiarnia, jedna z pierwszych w mieście. Następnie w pałacu funkcjonował zakład fotograficzny Ignacego Mażka i Napoleona Grossa.

### Dzieje ratuszowe (od 1864)
W 1864 pałac zakupiła Gmina Miasta Krakowa. Uchwałą Rady Miejskiej postanowiono przystąpić do restauracji gmachu i przeznaczyć go na siedzibę magistratu. Odbudowa według projektu Pawła Barańskiego została przeprowadzona w latach 1865–1868. W trakcie remontu na II piętrze powstała okazała Sala Posiedzeń Rady Miejskiej. Wyposażenie do niej projektował architekt Filip Pokutyński. Górne partie ścian sali ozdobiono rzeźbionymi popiersiami królów polskich. Zapoczątkowano też galerię portretów prezydentów miasta sukcesywnie umieszczając je na ścianach sali. Na pierwszym piętrze zlokalizowano biura magistratu i gabinety prezydenckie.
Na przełomie XIX wieku i XX wieku przystąpiono do kolejnej przebudowy i powiększenia budynku. Łączyło się to z wyburzeniem historycznych budynków przy ulicy Poselskiej, co wywołało liczne protesty. Prace były prowadzone w latach 1906–1913 i skupiały się w obecnej zachodniej części pałacu. Przebudowa i rozbudowa przeprowadzona przez Jana Zawiejskiego, w znacznym stopniu zniszczyła zabytkowy charakter gmachu. Uległa zniszczeniu południowa elewacja pałacu oraz częściowo tunelowa klatka schodowa. W dobudowanym segmencie umieszczono: Salę Portretową, Sale Prezydenta i Izbę Kupiecką.
W 1926 pałac dotknął kolejny pożar – spaliła się Sala Posiedzeń Rady Miejskiej. Obecny wystrój sali pochodzi z lat odbudowy 1927–1928. Dziedziniec budynku zdobią tablice pamiątkowe. W 1937 wmurowano tablicę ku czci marszałka Józefa Piłsudskiego. Prowadzone sukcesywnie od 1993 prace konserwatorskie przywracają budynkowi i jego wnętrzom pierwotny blask i znaczenie.

## Charakterystyka architektoniczna
Pałac wybudowano w latach 1535–1560 i przebudowano między 1620–1640 rokiem. Przypuszczalnie w połowie XVII wieku dołączono do pałacu budynek od północy, przez co razem budynki miały plan litery L. Po pożarze z roku 1850 odbudowano je z przeznaczaniem na magistrat w latach 1865–1868 według projektu Pawła Barańskiego. Widoczne obecnie od Placu Wszystkich Świętych elewacje dłuższa wschodnia i krótsza północna, były prawie w całości zakryte przez przyległe budowle i kościół Wszystkich Świętych. Szeroka dziś elewacja północna obejmowała tylko dwie osie. Frot pałacu znajdował się z drugiej strony – do 1 połowy XIX wieku widoczne były krótsza elewacja południowa i spełniająca rolę fasady dłuższa elewacja zachodnia, przed którą otwierała się szersza przestrzeń. Ta część pałacu zachowała charakterystyczne zwieńczenia w formie archaicznej attyki krenelażowej – bardzo zbliżonej do attyk czeskich. Wejście od strony dziedzińca ujęte jest w prosty, wczesnobarokowy portal. Sklepienie sieni pokrywa dekoracja stiukowa, złożona z płaskich listew tworzących proste wzory geometryczne, pochodzące z I poł. wieku XVII.
Nowe skrzydła zachodnie i południowe od ulicy Poselskiej zbudowano podczas wielkiej rozbudowy i przebudowy w latach 1907–1912 w stylu historycznego modernizmu. Powstało wówczas skrzydło zamykające dziedziniec od strony północno-zachodniej i od ulicy Poselskiej. Pod wysuniętym okapem znajduje się fryz namalowany w 1911 r., przez Wojciecha Grzybowskiego, według rysunku R. Idzikowskiego, a wyobrażający stylizowane bukiety kwiatów i m.in. herby miast polskich. Monumentalny neorenesansowy portal wejściowy do pałacu zdobią rzeźby symbolizujące Pracę i Godność (Labor et Dignitas). Reprezentacyjne sale znajdują się na najwyższej kondygnacji.

## Sale pałacowe
W pałacu znajduje się 7 sal:
- Sala Obrad im. Stanisława Wyspiańskiego (obecny jej wygląd pochodzi z roku 1928, zaprojektowany przez architektów: Boratyńskiego, Kreislera i Stadnickiego, uwieńczony malowidłami Jana Bukowskiego; pod stropem widnieje fryz z okrągłymi tarczami i bukietami przewiązanymi wstęgami, na których wymienione są cnoty obywatelskie w języku łacińskim – m.in. custodia, benevolentia, amor patriae, magnanimitas; na ścianie za mównicą zawieszony jest kilim z herbem miasta, godłami cechów oraz inicjałami prezydentów, zaprojektowany przez Bogdana Tretera);
- Sala Portretowa (jej nazwa pochodzi od zawieszonych tam 25 obrazów z portretami królów polskich ocalonych ze zburzonego Ratusza – przedstawiają one władców, począwszy od legendarnego Kraka aż po Fryderyka Augusta; część dobudowana na początku XX wieku);
- Sala Dietla;
- Sala Kupiecka (znajduje się w niej kontynuacja zlokalizowanej w Holu Prezydenckim galerii portretów prezydentów miasta – portrety prezydentów urzędujących po roku 1990, tj. Jacka Woźniakowskiego, Krzysztofa Bachmińskiego, Józefa Lassoty, Andrzeja Gołasia oraz Jacka Majchrowskiego);
- Sień reprezentacyjna na parterze (wchodząc do sieni mija się ozdobny portal z dwoma rzeźbami symbolizującymi atrybuty władzy miejskiej, tj. Dostojeństwo ze sztandarem i tarczą oparte o żółwia oraz Pracę w stroju strażnika z toporem i latarnią, opartą o małego smoka – rzeźby wykonał Edward Stehlik; z sieni na piętro prowadzi reprezentacyjna klatka schodowa – na pierwszym jej półpiętrze znajduje się tablica pamiątkowa poświęcona pracownikom magistratu poległym w czasie II wojny światowej, na drugim zaś popiersia Mikołaja Kopernika i Jana Kilińskiego, symbolizujące dwa stany miejskie, tj. inteligencję i rękodzielników);
- Hol Prezydencki (znajdują się w nim wejścia o gabinetów prezydenta Krakowa, jego zastępców oraz dyrektora magistratu; ściany zdobią portrety prezydentów, m.in. Józefa Dietla, Mikołaja Zyblikiewicza, Juliusza Leo, Józefa Sarego czy Jana Kantego Fedorowicza; fryz na ścianach zaprojektował malarz Jan Bukowski);
- Kamienny hol (powstały w czasie zaboru austriackiego; w 2015 roku z okazji 25-lecia odnowienia samorządu na jego południowej ścianie umieszczono tablicę dedykowaną Janowi Pawłowi II, pierwszemu odznaczonemu medalem za zasługi dla miasta „Cracoviae merenti”).

## Galeria

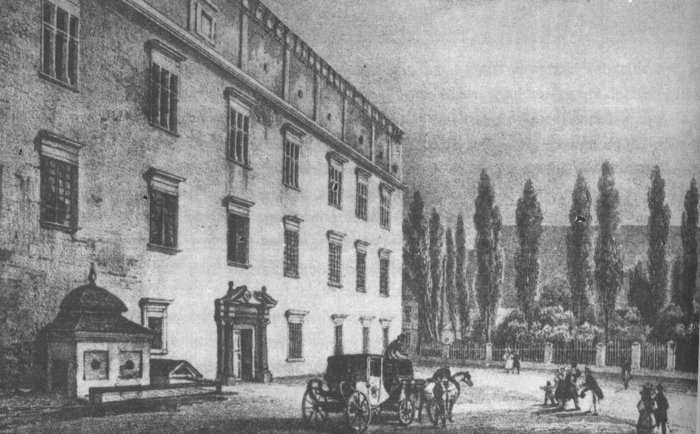
Stara fasada Pałacu Wielopolskich od zachodu w 1836 r. przed pożarem
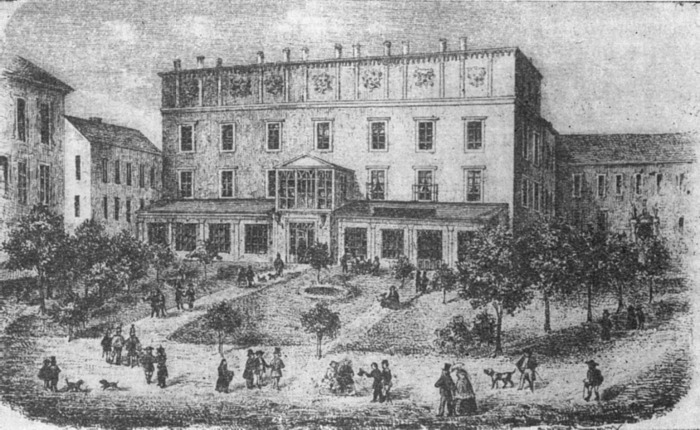
Nowa fasada Pałacu Wielopolskich od wschodu po odbudowie po pożarze w 2 poł. XIX w.
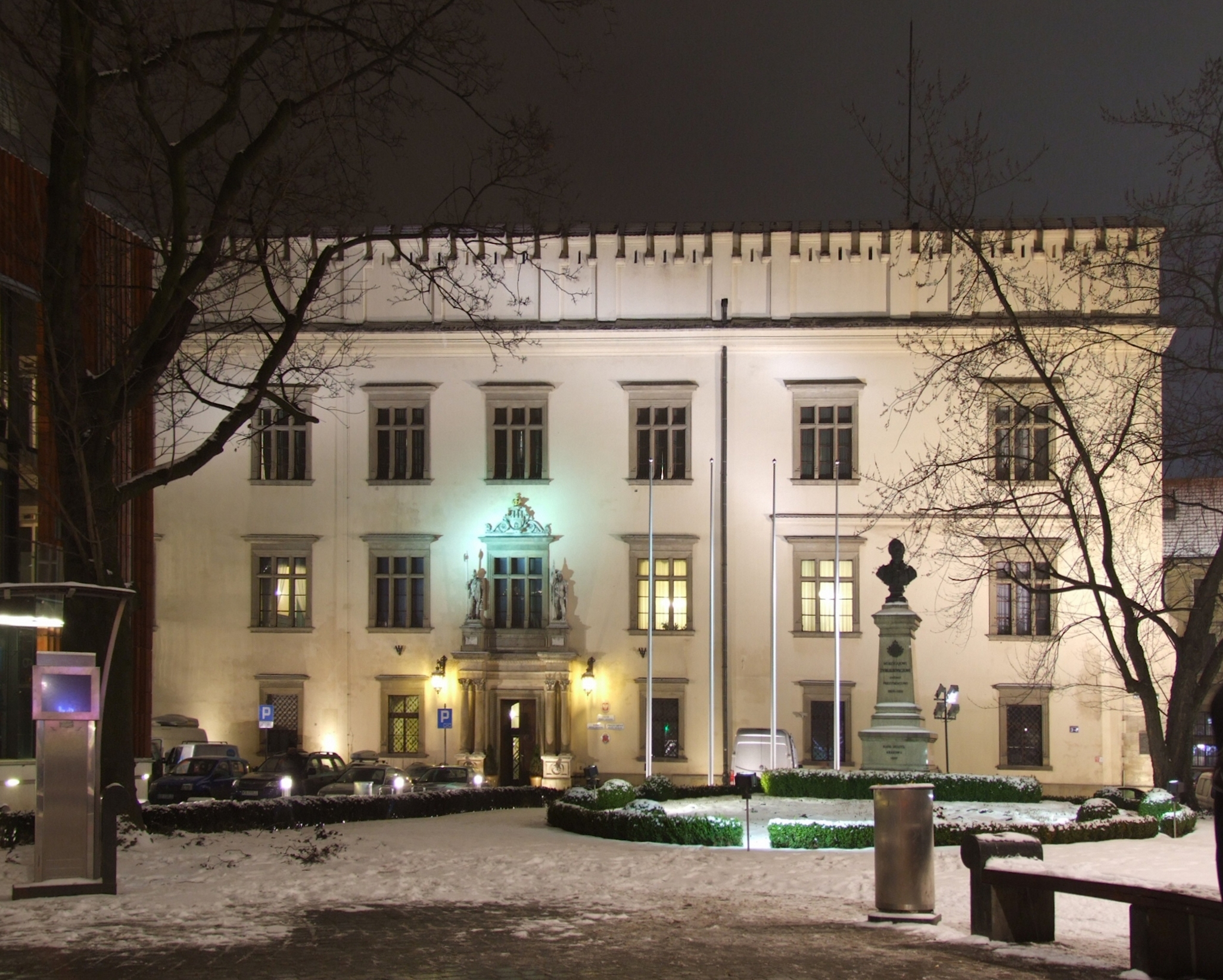
Pałac Wielopolskich na początku XXI w.
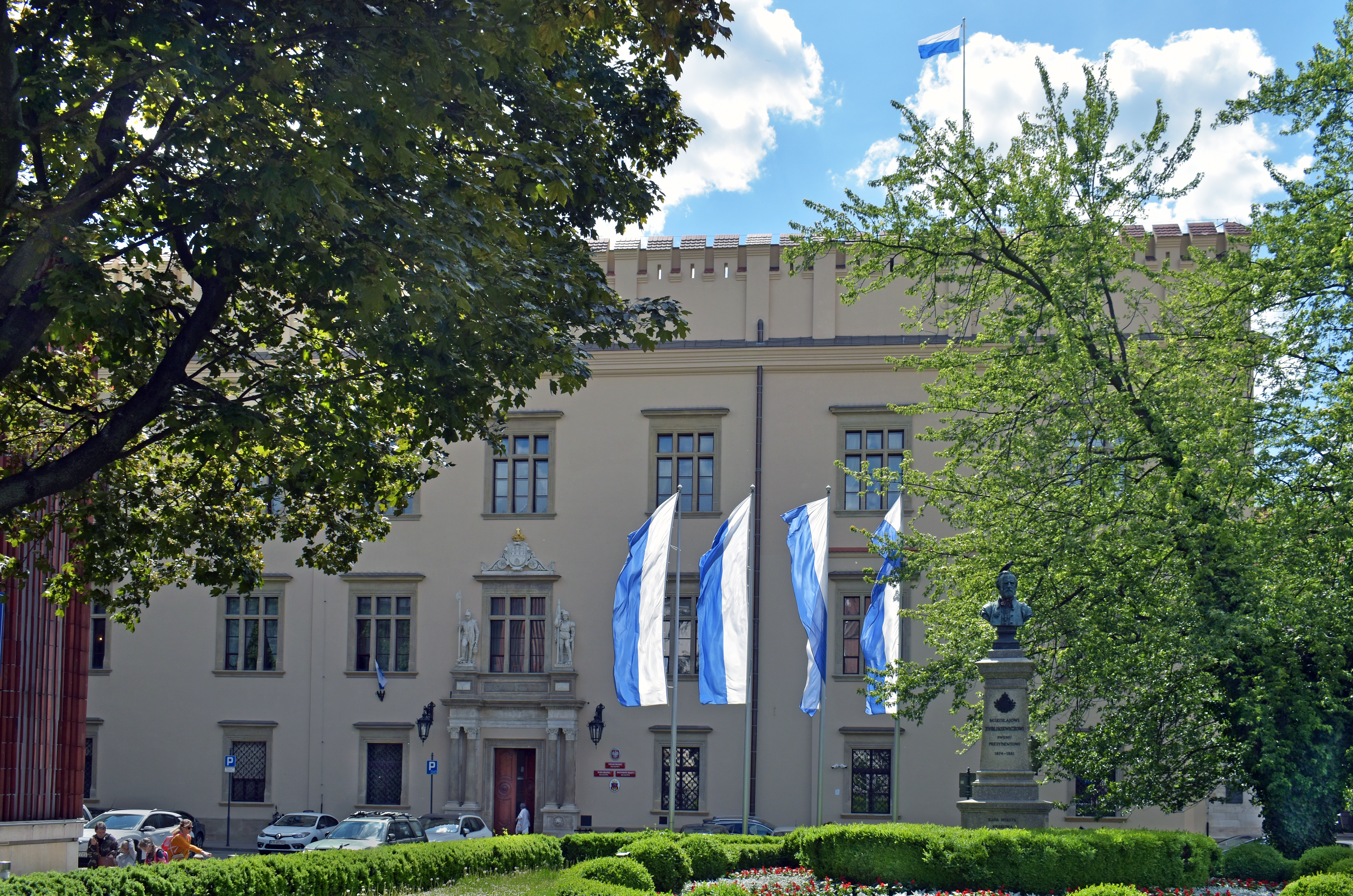
Urząd Miasta i pomnik Mikołaja Zyblikiewicza. Święto Miasta Krakowa i Święto Flagi Krakowa (2020)
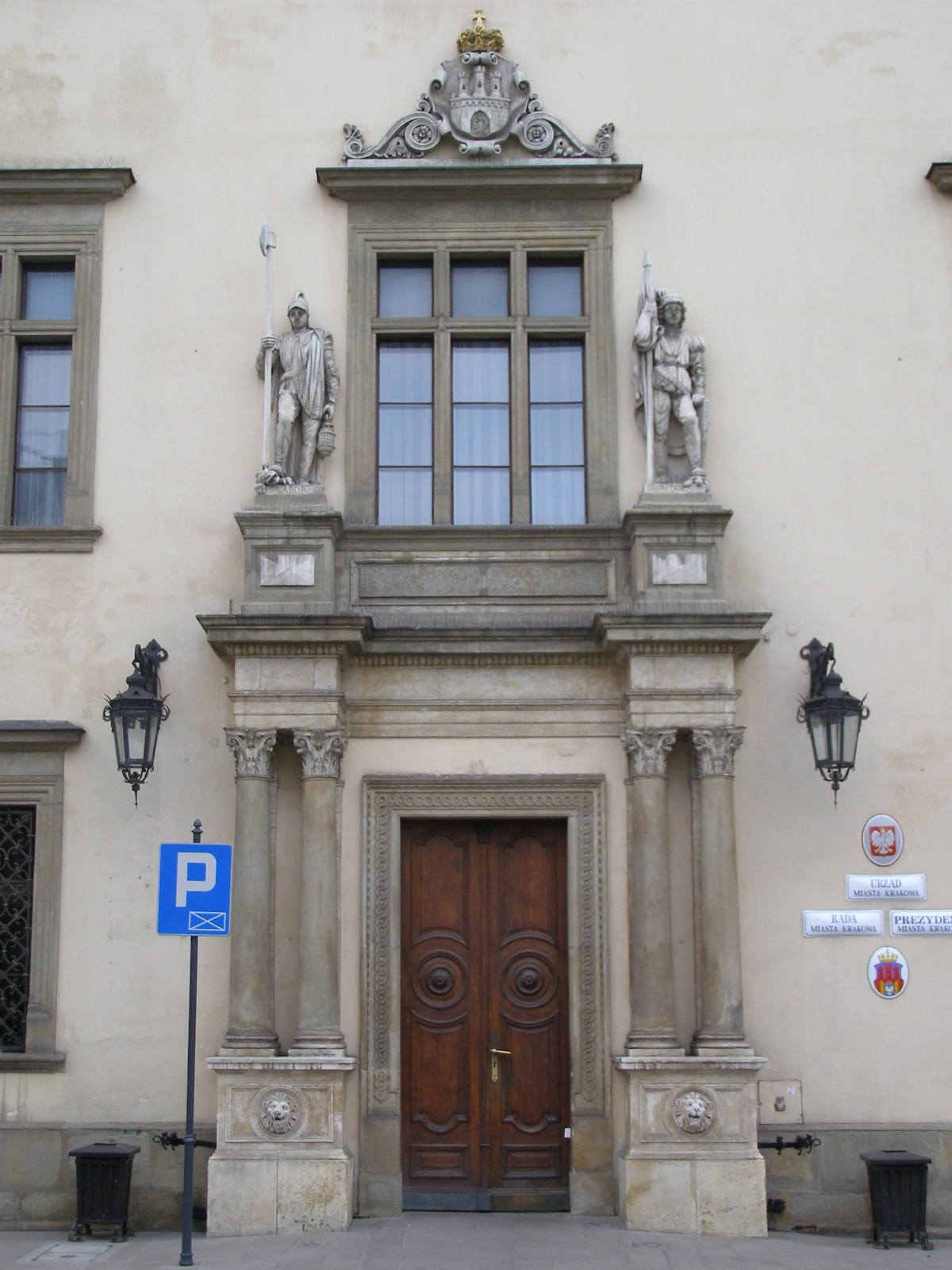
Portal
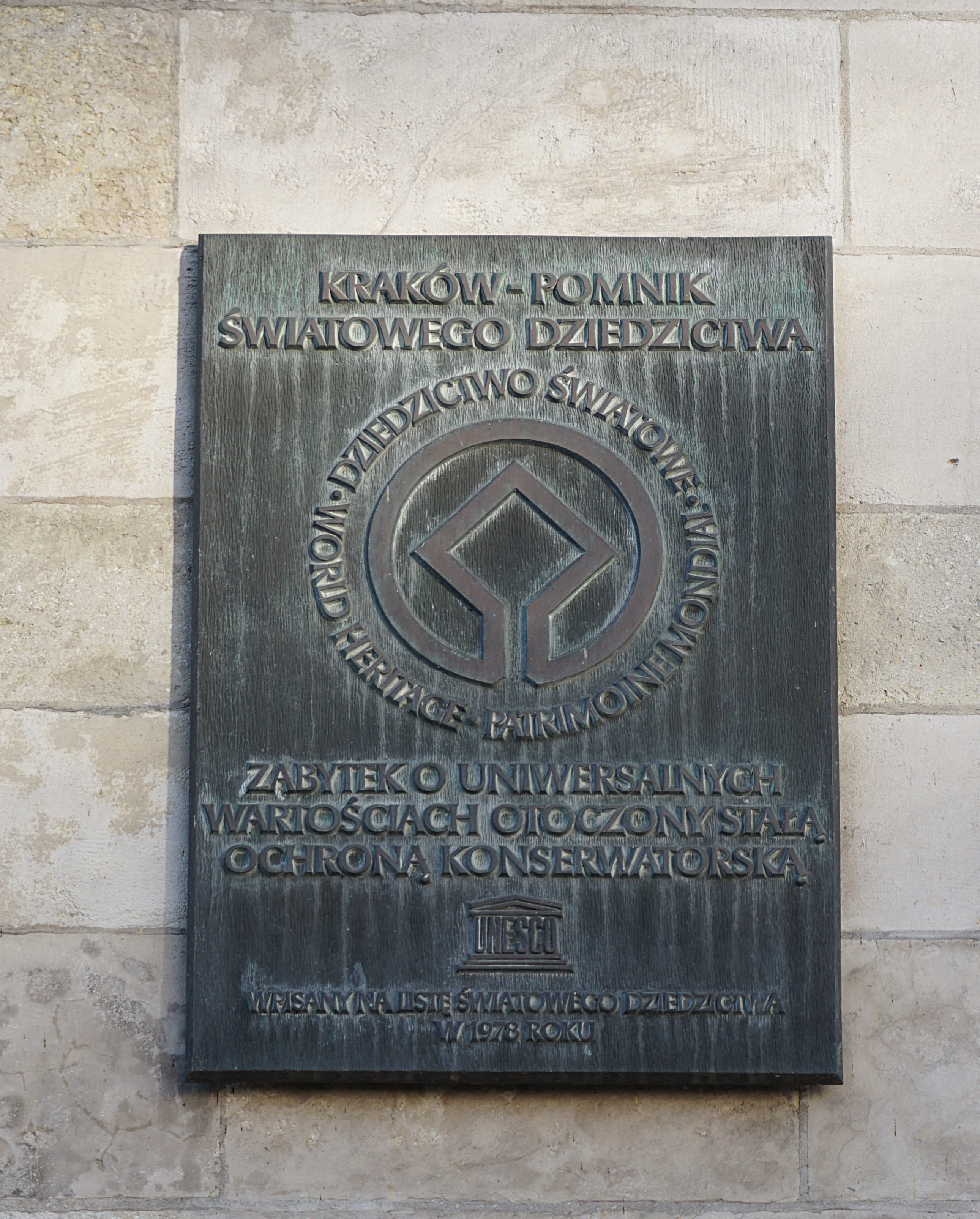
Tablica znajdująca się na Pałacu Wielopolskich, upamiętniająca wpisanie krakowskiego Starego Miasta na listę światowego dziedzictwa UNESCO